# 電視冠軍
《電視冠軍》（日语：TVチャンピオン、TV Champion）為日本東京電視台一項比賽性的節目，於1992年4月16日起開始播放，每一週播出一次。2006年9月21日之後，因節目調整的關係，短暫停播大約一個月。2006年10月19日起，以《電視冠軍2》的節目名稱出現。2008年9月18日，《電視冠軍2》播出最後一集〈和果子師傅賽〉，而為16年半的歷史暫時劃下了句點。由於節目人氣指數相當高，於2010年4月15日起，不定期以復活特別節目形式播出。
國興衛視最早購入《電視冠軍》台灣公開播映權，至今仍擁有《電視冠軍》全台首播權。之後，民視也購入《電視冠軍》公開播映權，重新製作片頭電腦動畫（主角改成了擬人化的民視商標，其正上方會出現「電視冠軍」四字）之後，安排在民視無線台首播。後來緯來日本台開始播出《電視冠軍》舊版本，並將節目名稱定為《電視冠軍王》。香港TVB以《我愛鬥一番》節目名義播出，經剪輯後由其藝員主持，然而此節目因為有電視冠軍版權，故有人多次向mytvsuper多次要求上架遭拒絕，加上現時沒有人上傳任何一集，現在仍然成為都市傳說作品。

## 簡介
該節目以招募各行各業、各項專長與興趣的人才，聚集在一起進行一系列的比賽，以爭取最後的榮譽。通常節目製作單位會先公開募集挑戰者，以初選的方式，篩選出於節目中進行比賽的最後人選。
節目播放途中會穿插參賽者介紹、比賽規則及問答題的內容概要，比賽內容也會視情況，邀請專家、過往參賽者(或冠軍)及一般觀眾擔任評審。

## 主持人

### 棚內
- 田中義剛（1992年4月16日～2006年9月21日）
- 松本明子（1992年4月16日～2000年3月30日、10月5日～2006年9月21日）
- 大橋未步（東京電視台播報員／2005年4月21日~2006年9月21日）
- 東智鶴（1992年4月16日～1995年3月30日）
- 瑪露西亞（松本明子請產假時的代理主持人／2000年4月6日～9月28日）

### 外景
- 中村有志（日语：中村有志）
- 辻義就（日语：辻よしなり）
- 石本武士 (ドロンズ石本)
- 松本明子

### 旁白
電視冠軍時期
- 田中信夫：選手正在進行比賽時當下的表情等。
- 關口伸（日语：関口伸）：主要擔任規則說明、選手介紹和結果發表。

兩位旁白的姓名以前則是在節目途中播放VTR時顯示。2005年5月26日之後在節目尾聲的工作人員表顯示。
復活特別節目時期
- 田中信夫：『小學生料理王』為止。『樂高積木王2010』由女性擔任。
- 繁田美貴（日语：繁田美貴）：『撈金魚王』至『小学生料理王』。
- 石田彰、山崎優：『樂高積木王2011』
- 山田俊司、山口由里子：『藝人樂高積木王2011』

## 影響
由於節目曝光率的關係，《電視冠軍》某些項目比賽的冠軍，通常人氣會有上升的跡象；參賽者經營的店家也會因為打著《電視冠軍》的名號，業績比以往多出許多，如知名日式拉麵連鎖店「赤坂拉麵」。
《電視冠軍》最具代表性項目的比賽〈大胃王選手權〉，是目前為止單項比賽中舉辦過最多次的項目。透過該競賽誕生出知名的大胃王高手，如赤阪尊子、新井和響、小林尊、白田信幸等人。由於節目人氣指數相當高，曾發生過日本愛知縣中學生在學校午餐時模仿大胃王比賽情節，造成食物噎住喉嚨因而窒息死亡的事件。2002年3月過後，《電視冠軍》停止舉辦〈大胃王選手權〉；期間經過反覆的檢討，2005年4月起，東京電視台再度推出〈火力全開大胃王〉，但不再以《電視冠軍》名義播出。

## 外部連結
- （日語）電視冠軍官網 （页面存档备份，存于）
- （日語）電視冠軍極官網 （页面存档备份，存于）

## 節目的變遷
| 日本 東京電視台 | 日本 東京電視台                   | 日本 東京電視台 |
| --------------- | --------------------------------- | --------------- |
|                 | 電視冠軍 （1992.4.16－2006.9.21） |                 |
| —               | —                                 |                 |

| 日本 東京電視台 | 日本 東京電視台                     | 日本 東京電視台 |
| --------------- | ----------------------------------- | --------------- |
|                 | 電視冠軍2 （2006.10.19－2008.9.18） |                 |
| —               | —                                   |                 |